# Coenochilus tuberculatus
Coenochilus tuberculatus är en skalbaggsart som beskrevs av Oliver Erichson Janson 1911. Coenochilus tuberculatus ingår i släktet Coenochilus och familjen Cetoniidae. Inga underarter finns listade i Catalogue of Life.